# Марид
Ма́рид (араб. مارد‎) — мифологический и фольклорный персонаж в арабских преданиях. Разновидность джинна или ифрита, отличающаяся особой свирепостью и жестокостью.

## Описание
Мариды представляют собой бесплотных и бесполых духов. Предстают в виде летучего эфирного вещества или в виде белых людей с белыми бородами, в белой одежде, а изо рта и ноздрей у них выходит огонь. Часто к маридам обращаются за помощью муртады, с просьбой помочь им обрести коварство на пути достижения целей. По преданию, мариды были прокляты и изгнаны из Рая. 
Считается, что они могут летать, а также принимать облик различных существ, от великана до существа чрезвычайно маленького размера